# Йоц
Йоц (на немски: Oetz) е село в провинция Тирол, западна Австрия. Населението му е около 2400 души (2018).
Разположено е на 812 метра надморска височина в Щубайските Алпи, на 23 километра южно от границата с Германия и на 39 километра западно от Инсбрук. Селището се споменава за пръв път през 1266 година. Днес то е летен и зимен курорт, разположен в долната част на долината Йоцтал.

## Известни личности
Починали в Йоц
- Мирослав Тирш (1832 – 1884), общественик